# Pavel Dorofeyev
Pavel Dorofeyev (Nizhni Taguil, Rusia, 26 de octubre de 2000) es un jugador profesional ruso de hockey sobre hielo que se desempeña en la posición de extremo izquierdo en Vegas Golden Knights, equipo de la National Hockey League (NHL).

## Carrera
Fue seleccionado en la tercera ronda en la NHL Entry Draft de 2019. En 2021 hizo su debut profesional con el equipo Vegas Golden Knights, donde lleva jugando tres temporadas.